# Diocèse de Coni-Fossano
 (novembre 2020).
Le diocèse de Coni-Fossano (en latin : Dioecesis Cuneensis-Fossanensis ; en italien : Diocesi di Cuneo-Fossano) est un diocèse de l'Église catholique en Italie, suffragant de l'archidiocèse de Turin et appartenant à la région ecclésiastique du Piémont.

## Territoire
Le diocèse couvre la partie sud-occidentale de la province de Coni ; l'autre partie de la province est sous juridiction des diocèses d'Acqui, d'Albe, Mondovi, Saluces et de l'archidiocèse de Turin. Son territoire est de 1 841 km2 divisé en 115 paroisses regroupées en regroupées en 10 zones pastorales. L'évêché est à Coni avec la cathédrale de Santa Maria del Bosco. La co-cathédrale est celle de Notre-Dame-et-Saint-Juvénal qui se trouve à Fossano.
À Coni, mais excentrée, se trouve le sanctuaire de Notre-Dame-des-Anges (it) qui est un lieu de pèlerinage à la Vierge, l'église garde aussi les corps du bienheureux Ange de Chivasso et du vénérable Bénigne de Coni (it), tous deux franciscains observants.

## Histoire
En 1802, le consulat annexe le Piémont à la France qui devient une région divisée en plusieurs départements (Doire, Marengo, Pô, Sesia, Stura dont le chef-lieu était Coni, Tanaro). Comme il l'avait fait sur le sol français, Napoléon impose une réduction des diocèses ce que confirme le pape Pie VII par la bulle Gravissimis causis du 1er juin 1803. Avec la Restauration et la fin du régime napoléonien, la situation précédente est restaurée avec l'érection de nouveaux diocèses.
Le 25 novembre 1814, le conseil municipal de Coni charge le comte Carlo Pascale d'Illonza et le marquis Paolo Della Valle di Clavesana, de convaincre le roi Victor-Emmanuel Ier d'élever la ville de Coni au rang d'évêché. Cette tentative réussit car lorsque Pie VII publie la bulle Beati Petri du 17 juillet 1817 par lequel il restaure les anciens diocèses piémontais supprimés en 1803 et érige le nouveau diocèse de Coni en prenant une partie du territoire du diocèse de Mondovi. 
Le premier évêque est Amedeo Bruno di Samone qui fait son entrée solennelle dans le diocèse le 15 octobre 1817. Le palais épiscopal qui est construit par le comte Francesco Bruno di Tornaforte est toujours le siège de la curie diocésaine. Le 23 décembre 1826, la proposition de l'évêque Amedeo est approuvé par le conseil municipal de Coni, qui choisit l'archange saint Michel comme patron de la ville et du diocèse avec le bienheureux Ange Carletti qui est élu protecteur spécial et défenseur de la ville. En 1831 l'évêque Amedeo érige le sanctuaire de la Madonna della Riva pour que la population de Coni soit préservée du choléra. La création du séminaire et la célébration en 1827 du premier synode diocésain, précédée d'une visite pastorale de toutes les paroisses est également due à Mgr Amedeo. C'est aussi lors de son épiscopat que le chanoine Bartolomeo Manassero fonde en 1831 la congrégation des sœurs de Saint Joseph de Coni définitivement approuvée par le Saint-Siège en 1948.
En 1844, Clemente Manzini, supérieur général des carmes, est nommé évêque de Coni. Il inaugure en 1845 le nouveau séminaire construit près de la cathédrale ; en 1853, il ouvre également le petit séminaire confié aux jésuites.
En 1860, le diocèse acquiert les vallées de la Vésubie et de la Tinea du diocèse de Nice ainsi que La Brigue et Tende du diocèse de Vintimille. À la suite du traité de Paris de 1947, La Brigue et Tende sont rattachées au diocèse de Nice.
À la fin du XIXe siècle, le diocèse est dirigé par l'évêque Teodoro Valfrè di Bonzo, très actif dans l'œuvre de renouvellement du clergé et des laïcs ; après avoir été transféré au diocèse de Côme, il est fait cardinal en 1919. Son successeur Andrea Fiore (1895-1914) organise le deuxième synode diocésain (1901), créé des oratoires dans les paroisses de la ville de Coni, donne une impulsion à l'action catholique et au journal catholique Lo Stendardo.
Pendant l'épiscopat de Quirico Travaini (1926-1934), le diocèse de Coni est uni in persona episcopi pour la première fois avec le diocèse de Fossano. Mgr Travaini est responsable de la fondation en 1929 du magazine diocésain de Coni et de la célébration à Coni en 1931 d'un congrès eucharistique marial.
Le 19 janvier 1950, Il cède la commune de Morozzo au diocèse de Mondovì et celui-ci lui donne la commune de Montanera.
Mgr Guido Tonetti (1957-1971) participe au concile Vatican II et réorganise les différentes structures pastorales du diocèse en promouvant successivement l'année eucharistique mariale, l'année liturgique, l'année biblique et l'année du concile. Il terminé les travaux de restauration de la cathédrale ; favorise particulièrement la pastorale des jeunes, grâce à l'institution de journées d'étude sur la catéchèse des adolescents et des jeunes.
En 1999, Natalino Pescarolo, qui est déjà évêque de Fossano, est nommé également évêque de Coni, unissant les deux sièges in persona episcopi pour la deuxième fois. Cette union est toujours en vigueur aujourd'hui.
Fin septembre 2012, le musée diocésain d'art sacré est inauguré, installé dans le complexe monumental de San Sebastiano, qui a pour l'occasion subi une restauration et une restauration considérables des différentes structures, dont l'église de San Sebastiano et ses annexes.

## Coni-Fossano
Sous l'épiscopat de Quirico Travaini (1926-1934), les diocèses de Cuneo et de Fossano ont été unis pour la première fois in persona episcopi. Ce type d'union a été rétabli le 1er février 1999.
Le processus juridique conduisant à la pleine union des diocèses de Coni et de Fossano a commencé, sous la direction de l'évêque Piero Delbosco, aboutissant à la célébration d'un synode diocésain commun : convoqué le 28 mai 2021, il s'est achevé après cinq sessions, le 24 juin 2022.
Le 1er juin 2023, le pape François a établi la pleine union des deux diocèses par la bulle Omni cum diligentia ; en même temps, la circonscription ecclésiastique a pris son nom actuel. 

## Évêques (Coni)
- Amedeo Bruno di Samone (1817-1838)
- Giuseppe Agostino Salomoni (1840-1843)
- Clemente Manzini, O.Carm (1844-1865)
  - Siège vacant (1865-1867)
- Andrea Formica (1867-1885)
- Teodoro Valfrè di Bonzo (1885-1895) nommé évêque de Côme
- Andrea Fiore (1895-1914)
- Natale Gabriele Moriondo, O.P (1914-1920)
- Giuseppe Castelli (1920-1924) nommé évêque de Novare
- Quirico Travaini (1926-1934)
- Giacomo Rosso (1934-1957)
- Guido Tonetti (1957-1971)
- Carlo Aliprandi (1971-1999)
- Natalino Pescarolo (1999-2005)
- Giuseppe Cavallotto (2005-2015)
- Piero Delbosco, (2015- )

## Sources
- Catholic-Hierarchy

- (it) Cet article est partiellement ou en totalité issu de l’article de Wikipédia en italien intitulé « Diocesi di Cuneo » (voir la liste des auteurs).

### Articles liés
- Diocèse de Fossano
- Liste des diocèses et archidiocèses d'Italie